# Nicarete ovvero La Festa degli Alòi
(Nicarete, atto unico, scena ultima)
Nicarete ovvero La Festa degli Alòi è una commedia in un atto di Felice Cavallotti.
La festa degli Alòi, o festa Talisia, del titolo, a cui si fa riferimento nell'ottava scena della commedia per introdurre un episodio in cui la protagonista canta accompagnandosi con una cetra, è una festa che si svolgeva in nell'antica Grecia in occasione della raccolta della frutta o della vendemmia.

## Trama
L'azione si svolge ad Atene, nella 116ª Olimpiade.
L'ateniese Protomaco ha ripudiato, ingiustamente, la moglie Neera, ritenendola colpevole di tradirlo con un altro uomo, Nicarco. Neera in seguito, all'insaputa di Protomaco, è divenuta l'amante di un amico di quest'ultimo, Tucrito, e vive sotto il falso nome di Nicarete, per evitare che Tucrito incorra nelle sanzioni della legge, che proibisce agli ateniesi di frequentare donne ripudiate.
Tucrito e Nicarete tendono una trappola a Protomaco, invitandolo nella loro casa. Protomaco rimane stupito nell'apprendere che Tucrito e Nicarete sono amanti, e Tucrito gli spiega che i sospetti che Nicarete fosse l'amante di Nicarco erano infondati. Quando Protomaco rimane solo con Nicarete, cede facilmente alle lusinghe della donna, che cerca velatamente di sedurlo. Infine le chiede disperatamente di perdonarlo, sotto gli occhi di Tucrito che, non visto, è rientrato, conducendo con sé come testimone il comune amico avvocato Carione.
Ora è Protomaco a rischiare di incorrere nei rigori della legge, che vieta ai mariti che hanno ripudiato la moglie, pena l'infamia, di tornare ad avere rapporti con la donna scacciata. Nicarete però promette a Protomaco di non denunciarlo se egli dichiarerà pubblicamente che l'accusa di adulterio era falsa: in questo modo, Tucrito e Nicarete potranno sposarsi e regolarizzare la loro unione. A Protomaco non resta che accettare e andarsene, sfogando la sua ira contro Carione.